# Hans Niessen
Pour les articles homonymes, voir Niessen.
Hans Niessen, né le 4 juillet 1950 à Raeren, est un homme politique belge germanophone, membre d'Ecolo. Il est le père de Claudia Niessen.
Il fut le tout premier ministre vert de Belgique, extraparlementaire par ailleurs.
Il est technicien en électricité à la RWTH, École supérieure polytechnique de Rhénanie-Westphalie.
Hans Niessen figure parmi les fondateurs de l'ASBL eupenoise Die Raupe (la chenille), qui s'occupe e.a. de promouvoir les produits agricoles régionaux. Il est aussi à la base de l'association Énergie 2030, qui a fait construire la plus grande éolienne de Wallonie à Saint-Vith. Au milieu des années 1980, il s'était aussi intéressé de près au trafic des déchets entre l'Allemagne et la Belgique, ce qui lui avait valu de recevoir des menaces de mort.
Secrétaire régional d'Ecolo Ostbelgien depuis 1996, il a été élu en 1988 comme seul représentant des Verts au sein du conseil communal d'Eupen, rejoint en 1994 par deux autres élus Ecolo. 

## Carrière politique
- 1988-1999 : Conseiller communal à Eupen
- 1999-2004 : Ministre de la Jeunesse et de la Famille, des Monuments et Sites, de la Santé et des Affaires sociales (gouvernement Lambertz I)